# Montlieu-la-Garde
Montlieu-la-Garde är en kommun i departementet Charente-Maritime i regionen Nouvelle-Aquitaine i västra Frankrike. Kommunen ligger  i kantonen Montlieu-la-Garde som ligger i arrondissementet Jonzac. År 2022 hade Montlieu-la-Garde 1 263 invånare.

## Befolkningsutveckling
Antalet invånare i kommunen Montlieu-la-Garde
Referens:INSEE